# ان‌جی‌سی ۷۳۱۵
ان‌جی‌سی ۷۳۱۵ (انگلیسی: NGC 7315) نام یک کهکشان عدسی در صورت فلکی اسب بالدار است.